# Vecchi cani bastardi
Vecchi cani bastardi è il nono album della Banda Bassotti, pubblicato il 13 aprile 2006. Il CD contiene anche una traccia cantata in giapponese ed è stato pubblicato anche su tale mercato dall'etichetta "Treasure Music co ltd" con una versione dal vivo di "Bella Ciao" come bonus track.

## Tracce
1. B.B. Boy
2. Coccodè
3. È solo un sogno
4. Tartamudo Ska
5. Rose of Passion
6. No Tav
7. Amo la mia città
8. Revolution Rock
9. U.S.A. (United Snakes Of Amerika)
10. La Vie En Flamme
11. Fuji Rock
12. Cammina senza tempo
13. Lontano andrei
14. Gabino Barrera

## Formazione
- Angelo "Sigaro" Conti - chitarra, voce
- Gian Paolo "Picchio" Picchiami - voce
- Fabio "Scopa" Santarelli - chitarra e cori
- Giuseppe Gugliotta - batteria
- Michele Frontino - basso
- Francesco "Sandokan" Antonozzi - trombone
- Stefano Cecchi - tromba
- Sandro Travarelli - tromba
- Maurizio Gregori - sax
- David Cacchione - manager
- Luca Fornasier- road manager - booking